# 白山社 (名古屋市守山区市場)

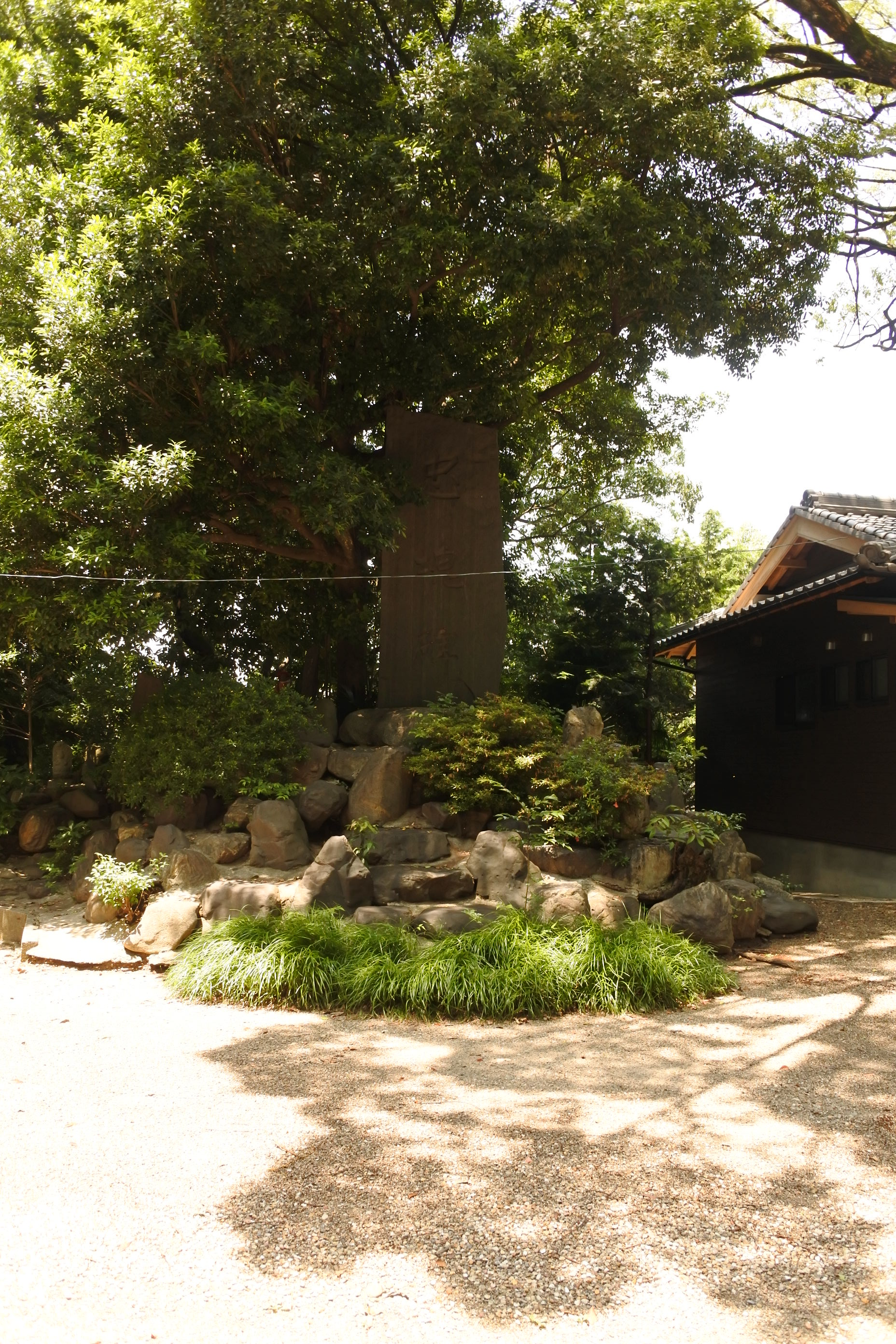
戦争で亡くなった方の慰霊碑（守山白山社境内）

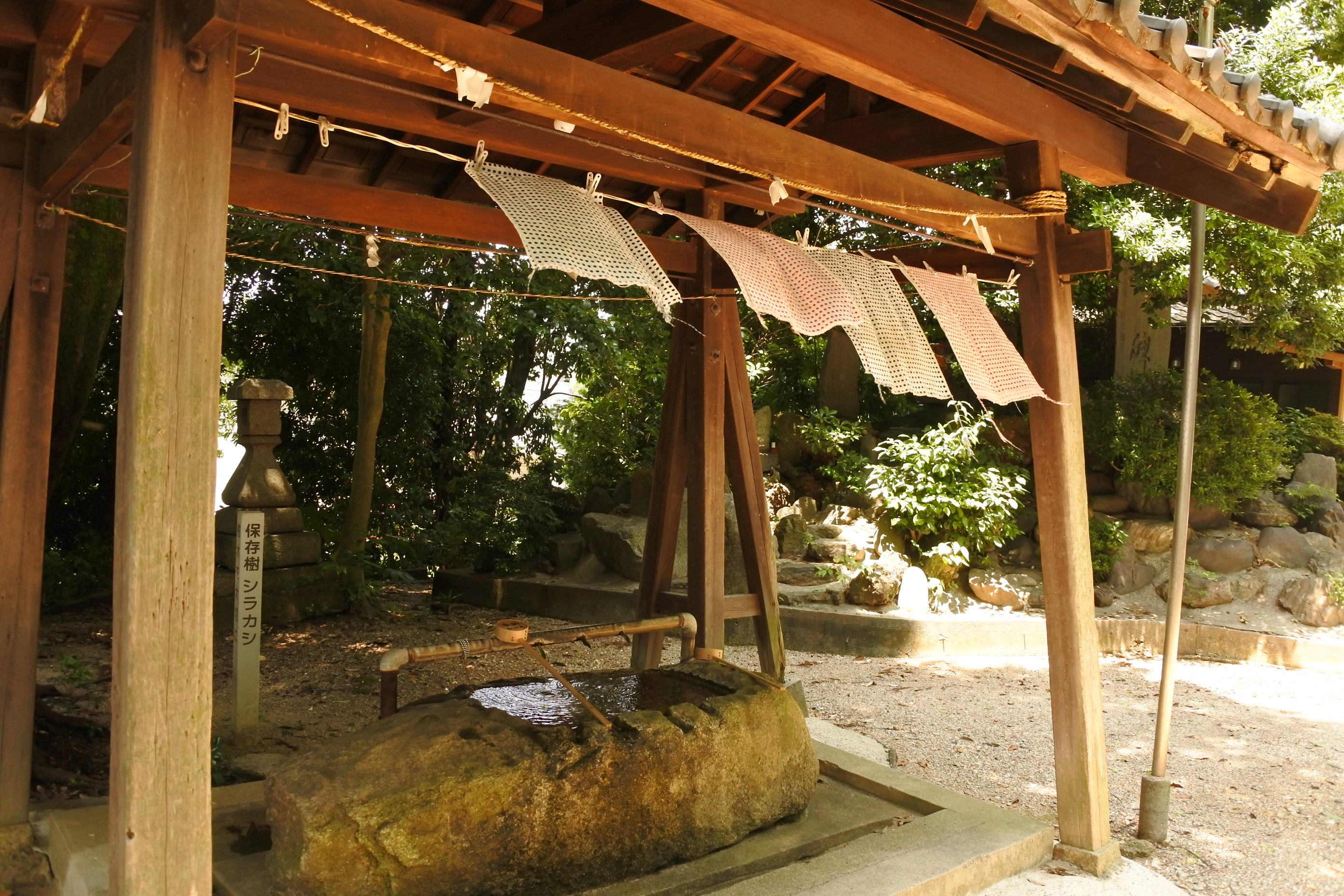
守山白山社の手水場

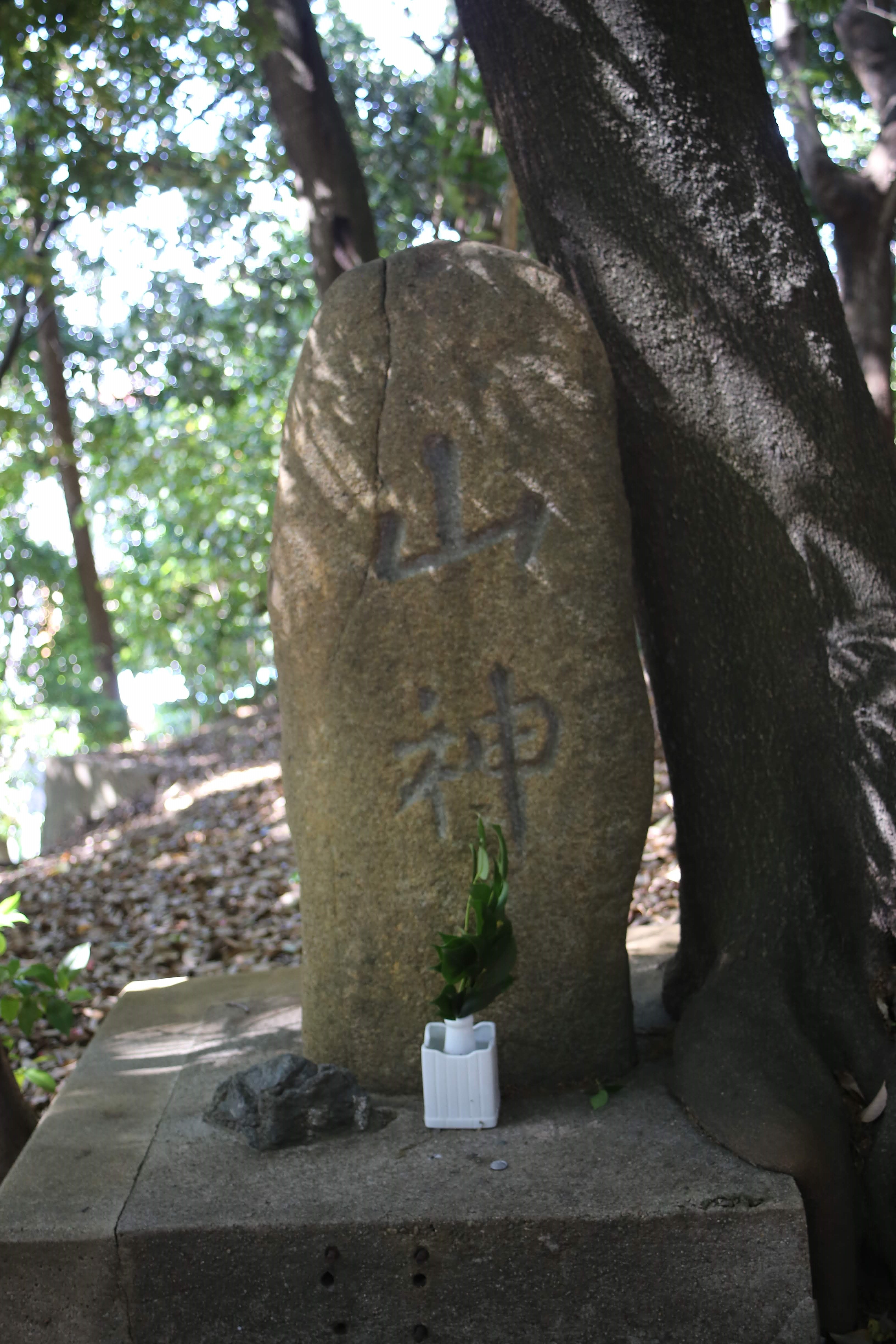
「山神」の碑（2018年（平成30年）5月）

白山社（はくさんしゃ）は、愛知県名古屋市守山区市場にある神社。当項では境内に存する守山白山古墳についても扱う。

## 概要
当社は名古屋市の北東部に位置する行政区である守山区の北東から南西に横たわる守山台地の西端に位置する。境内は全域が後述する白山古墳上にあたる。
『由緒記』によると、養老年間に創建。『全国神社名鑑』によると、加賀国の白山比咩神社より勧請されたとされる。また、鎮座する当地の近隣6か村の総氏神とされるという。近隣6か村とは、守山・大永寺・金屋坊・大森垣外・牛牧・小幡の各村である。明治初年までは同地に所在した白山寺の住職が神社も管理した。白山寺は霊応山と号する天台宗の寺院で、龍泉寺の末寺だったが、1878年（明治11年）4月をもって廃寺となっている。『守山村史』には神社境内西側に所在していたとある。
また、言い伝えによれば白山社に祀られている神は白い物を嫌うとして、鳥居を朱塗りにし、氏子の家でも白馬および白鶏も飼わなかったとされる。

### 名称について
当社の名称については文献によって多少の違いがみられる。『東春日井郡誌』および『愛知の神社』の巻末資料では「白山社」とある。『愛知の神社』は愛知県神社庁発行の『愛知県神社名鑑』の記述に準拠したとしている。近代以前には白山権現・白山宮または白山寺と称されたが、門前の標石や鳥居の表記から白山神社とも呼称されるようになったという。

## 祭神
主祭神は菊理姫命で、併せて天照大神・誉田別命・伊邪那岐命・須佐之男尊を祀る。
1912年（大正元年）9月18日、元村社八幡社の祭神誉田別命およびその境内熊野社の祭神伊邪那岐命、津島社の祭神須佐之男尊、元無格社神明社の祭神天照大神、その境内白山社の祭神菊理姫命、熊野社の祭神伊邪那岐命、津島社の祭神須佐之男尊、元無格社洲原社の祭神菊理姫命、その境内津島社の祭神須佐之男尊を合祀した。

## 歴史
当社の歴史をまとめたものとして『由緒記』が残されている。これは、1912年（大正元年）に白山社に村内各社が統合された際に財産整理を行う必要があり、その完了報告祭において神社に巻物として奉納されたものである。この『由緒書』の作成には、当時社掌を務めていた田邉國照を中心に氏子総代らが関わっており、浄書については村井杢次郎が担当した。
この項では、田邉國照が奉納した正本の『由緒書』とは別に残した写しに当たる「控書」（1918年（大正7年））を中心に記述する。
- 養老年間（717年〜724年） - 当地に鎮座[10]。
- 1701年（元禄14年） - のちの宝暦10年（1760年）に修繕される本殿（元八幡造）が造営された。
- 1708年（宝永5年） - 本殿（権現造り朱塗り）が造立された[10]。これはのちの1891年（明治24年）に改造が施された[10]。
- 1860年（安政7年） - 拝殿（縦三間、横三間三尺、檜材瓦葺き）が建設された[10]。これは1891年（明治24年）の濃尾地震により倒壊している[10]。
- 1892年（明治25年） - 拝殿を改造[10]。
- 1904年（明治37年）〜1905年（明治38年） - 日露戦争の従軍戦死者の記念碑を建設。
- 1910年（明治43年） - 本殿を白木神明造に改造[10]。
- 1912年（大正元年） - 1906年（明治39年）神社合併の勅令ののち大正元年9月23日[注釈 4]に村社八幡社および境内社熊野社および津島社、無格社神明社、境内社白山社および熊野社、津島社、無格者州原社、境内社津島社の祭神宮九柱を合併し白山社とした。この際、八幡社境内にあった一ノ鳥居を白山社に移転[10]。また、石灯籠[注釈 5]一対、狛犬一対、石壇及び門前の敷石、社名標石を新設[10]。
- 1916年（大正5年）11月3日 - 境内に榊、楠、銀杏等の苗木数本を植樹[10]。
- 1917年（大正6年） - 祭文殿を新設[10]。シベリア出兵の兵士に対する祈願が行われた[12]。
- 1919年（大正8年） - この当時は、目通り太さ三尺以上の木が26本（檜3本、モク2本、松4本、楠1本）、二尺以上三尺未満の木が20本あり（「神社境内立木調査」）、1983年当時の白山社森の状況（保存樹　檜1本、樫1本、モク１本、楠4本、クロガネモチ4本）とはかなりちがっていた。
- 1970年（昭和45年） - 不審火により焼失の憂き目に遭うが、翌年には再建を果たしている[13]。

また、「古木木版一枚」があり、本尊地蔵菩薩が長母寺の無住国師の作であること、境内に秋葉大権現を勧請し秋葉山の例にならって護摩供修業を行っていたことなどを伝えている。
規模の変遷は、氏子数でみると、次の通り。
1878年（明治11年）の守山村の氏子分布は白山社169戸、1917年（大正6年）には「白山社記録写」によれば氏子250戸、1944年（昭和19年）には2639戸。
| 1878年（明治11年） | 169戸   |
| 1917年（大正6年）  | 250戸   |
| 1944年（昭和19年） | 2,639戸 |

## 境内社
境内社として、以下の神社が祀られている。（）内は祭神を示す。
- 秋葉社（火具津知神）[15]
- 金刀比羅社（大名持命）[15]
- 八龍社（高龗神）[15]
- 浅間社（木花開耶姫命）

1878年（明治11年）7月21日、字北山から遷座。
- 浅間社（木花開耶姫命）

1878年（明治11年）字町北から遷座。
- 以下の3社の山神社（大山津見命）については、1889年（明治22年）の合祀の際に1社としている[17]。本殿前に祠が並べられたが、のちの御大典記念として石垣整理が行われた際に碑が建立されたという[18]。
- 山神社（大山津見命）

1889年（明治22年）3月12日、字市場974番から遷座。
- 山神社（大山津見命）

1889年（明治22年）3月12日、字市場1041番から遷座。
- 山神社（大山津見命）

1889年（明治22年）3月11日、字市場1113番から遷座。
- 白山社（菊理姫命）

1889年（明治22年）3月12日、字島野4172番から遷座。
- 八幡宮（誉田別命）

寛文11年8月、守山村の枝郷でもあった秦江村秦江において鎮座するが、明和4年の水害により流失してしまったため、文政12年7月に至って秦江砂入高地に移転した。1912年（大正元年）9月23日、白山社に統合された。このとき、鳥居を当社一の鳥居として再利用している。ただし、この鳥居については老朽化のため1940年（昭和15年）、石の鳥居に建て直されており現存しない。境内社として熊野社・津島社を祀っていた。村社。
- 神明社

明和5年頃に長母寺境内に祀られたが、1872年（明治5年）6月に至って字大門に遷座。1890年（明治23年）に社殿が改造されるが、1912年（大正元年）9月23日をもって白山社に統合された。境内社として白山社・熊野社・津島社を祀っていた。無格社。
- 洲原社

守山村字町北449番地に鎮座していたが、1912年（大正12年）9月23日に白山社に統合された。この社には天明の大飢饉のとき、祭神であった洲原大神が五穀豊穣を司る神であることから村人達が雨乞いを決行し、見事成功したことから、毎年8月4日にはその御礼として「粟畑祭」と称する報祭を行っていたという。境内社として津島社を祀っていた。無格社。

## 祭典
当社の祭典は、『由緒書』によれば以下の通りである。
- 1月1日 - 元旦祭
- 3月21日 - 祈年祭
- 旧暦4月8日 - 洲原祭
- 6月晦日 - 大祓
- 旧暦8月18日 - 浅間社祭
- 10月21日 - 例祭
- 旧暦10月晦日 - 洲原報祭
- 旧暦11月15日 - 八幡社御穀祭
- 12月21日 - 新嘗祭
- 12月晦日 - 大祓

また、祭礼においては棒の手が奉納される習わしがあり、印場村（尾張旭市）から伝わったという東軍派と上社村（名古屋市名東区）から伝わったという直心流などが演じられる。これはそれぞれ村内の若衆が熱心に勉強し、「伝習ノ券」を保管して伝えた。
『守山市史』によれば、かつて祭礼は9月18日に行われていたものが、村社に指定されたことから供進使の参向の便のため10月21日に変わったという。

## 境内の樹木
境内にはヒノキの老木があり、幹回りは2.20メートル、樹高は21.5メートルとなっている。1977年（昭和52年）3月15日には、名古屋市により保存樹に指定され、「守山-20号」の管理番号が付された。
また、『守山村史』には当時の境内にある木26本の記録が残されている。

## 守山白山古墳
前述の通り、神社の境内は全体が古墳の上にある。その守山白山古墳は、墳長95メートルを超える大型の前方後円墳である。これは付近に所在する守山古墳群の中では最大の規模を誇る。
後円部の直径は54メートルで、墳頂部に白山神社の本殿と左右に金比羅社、秋葉社の2社が祀られている。
墳丘面には、15〜20センチメートルほどの川原石を用いた葺石が見られる。
調査は、3回行われた記録が残っている。最初の調査は1967年（昭和42年）に愛知県教育委員会社会教育課（当時）から文化財保護委員会の委託事業を受けて守山区内の重要遺跡パトロールが実施され、白山古墳を含む7基の測量が行われた。2回目は1996年（平成8年）に愛知県県史編さん室が愛知県史編纂のための墳丘測量を実施している。
1999年（平成11年）にも名古屋市教育委員会による発掘調査が行われたが、埴輪の小片がわずかに出土したにすぎなかった。
出土した資料については、名古屋市博物館および名古屋市見晴台考古資料館に保管されている。
志段味古墳群が4世紀の古墳文化として注目されていたが、古墳の造成は後に庄内川流域に帯状に広がっていったとされる。その背景を読み解く上で、庄内川下流域に作られた守山白山古墳が重要な鍵になると考えられている。それは守山白山古墳の登場が庄内川下流域にも大型前方後円墳を造る勢力が現れ、下流域一帯の社会をまとめるようになったことを示しているからである。
被葬者についてはわかっていないが、墳丘上に祀られる白山社の祭神が女神であることから、女性の被葬者であると推測する説もある。